# Золотуха (Киевская область)
Золотуха (укр. Золотуха) — село, входит в Сквирский район Киевской области Украины.
Население по переписи 2001 года составляло 176 человек. Почтовый индекс — 09004. Телефонный код — 4568. Занимает площадь 0,9 км². Код КОАТУУ — 3224082402.

## Местный совет
09004, Київська обл., Сквирський р-н, с.Кам'яна Гребля, вул.Леніна,2